# Jean-Baptiste Van Volxem
Jean-Baptiste Van Volxem (Brussel, 23 februari 1760 - aldaar, 17 juli 1850) was een Belgisch advocaat.

## Biografie
Jean-Baptiste Van Volxem studeerde aan de Universiteit Leuven en promoveerde in 1785 tot licentiaat in de rechten. Hij werd advocaat bij de Raad van Brabant.
Hij had tientallen eigendommen, waaronder het kasteel van Buizingen, dat hij in 1794 had gekocht, en de abdij van Vorst en de abdij van Ter Kameren.
In 1819 werd Van Volxem lid van de Brusselse regentieraad, de voorloper van de gemeenteraad. Hij was ook gemeenteraadslid van Vorst en directeur van de Société générale tot 1848.
Hij trouwde in 1790 in Brussel met Anne-Marie Halfswaegh (†1793) uit Sint-Niklaas. Ze kregen een dochter en een zoon, Guillaume Van Volxem. Hij hertrouwde in 1813 in Brussel met Jeanne Deturck (1769-1852). Het huwelijk bleef kinderloos.